# Jules Soury
Pour les articles homonymes, voir Soury.
Jules Soury, né le 28 mai 1842 à Paris et mort le 10 août 1915 dans la même ville, est un écrivain, philosophe, traducteur et historien des neurosciences français. Professeur à l'École pratique des hautes études, il est également connu comme théoricien du racisme et de l'antisémitisme et pour son engagement nationaliste, qui a exercé une influence décisive sur Maurice Barrès.

## Biographie
Jules Soury naît à Paris ; il est le fils d'un ouvrier pauvre, il fréquente l'école primaire laïque jusqu'à ses douze ans pour entrer en apprentissage de 1854 à 1858 chez un fabricant d'instruments de précision en verre. Il suit alors les cours du soir de physique et de chimie à l’École des arts et métiers. À 17 ans, il entre en sixième au lycée Louis-le-Grand. Il poursuit ses études secondaires au lycée Saint-Louis, d'où il sort bachelier ès lettres en 1862.
Licencié ès lettres à la Sorbonne en octobre 1863, il est ensuite élève de l'École impériale des chartes où il obtient le diplôme d'archiviste paléographe en 1867 avec une thèse intitulée Des études hébraïques et exégétiques au Moyen Âge chez les chrétiens d'Occident. À cette époque, il est présenté à Renan par Michel Bréal ; il suit son enseignement à son domicile — Soury maintiendra des relations avec Renan encore après le second voyage au Levant de Renan —. Parallèlement il étudie la neurologie à la Salpêtrière à partir de 1865 sous la conduite du neuroanatomiste Jules Bernard Luys et de l'aliéniste Auguste Voisin. Étant l'ami de Paul Bert qui avait créé le 30 novembre 1881 une chaire d'Histoire des doctrines psychologiques à l'École pratique des hautes études, il se voit attribuer cette place qui était aussi convoitée par Théodule Ribot. Il enseignera de 1881 à 1898.
Il préface le livre du philosophe et pédagogue positiviste Pietro Siciliani intitulé De la psychogénie moderne au service des études biologiques historiques et sociales, (Della psicogenia moderna in servigio degli studi biologici, storici e sociali) mis à l'Index en 1882.
Dans les années 1890, les leçons de Soury attirent des personnalités comme Clemenceau, Anatole France, Marcel Sembat et Maurice Barrès.
En 1899, l'Académie des sciences et l'Académie de médecine couronnent son ouvrage Le système nerveux central, structures et fonctions, histoire critique des théories et des doctrines.
Admirateur d'Ernest Renan, il exerce une influence forte sur Maurice Barrès, qui suit ses cours de 1893 à 1897.
Il traduit en français plusieurs ouvrages de Ernst Haeckel. Il a pour élèves Pierre Janet et Georges Dumas.
Jules Soury meurt à l'âge de 73 ans dans le 16ème arrondissement de Paris

## Doctrine

### Déterminisme et racisme
Jules Soury voit l'être humain comme entièrement déterminé par des facteurs physiologiques. Il nie la liberté individuelle. Selon lui, l'individu doit se soumettre à son destin physiologique, reconnaître son impuissance, « pour se retrouver dans la famille, dans la race, dans la nation ».
Le déterminisme de J. Soury le conduit à affirmer l'idée de race : l'héritage physiologique ancestral d'un individu permettrait de comprendre toutes ses actions. Les deux races principales qui intéressent Soury sont l'Aryen et le Sémite, qui agiraient selon lui « tout autrement dans les mêmes circonstances, parce que leur nature est hétérogène et en grande partie irréductible ».
Dans sa généalogie du racisme en France au XIXe siècle, Zeev Sternhell considère Jules Soury comme un maillon important, aux côtés de Georges Vacher de Lapouge et de Gustave Le Bon.

### «Guerre des races»
Jules Soury oppose « deux races ou espèces humaines dites sémitiques et aryennes ». Il justifie l'antisémitisme dans lequel il voit une « lutte des races » et non une « guerre de religion ».
Il exprime des idées d'un antisémitisme virulent. Selon l'historien Zeev Sternhell, les textes de Soury « expriment dans l'ensemble une vision du monde qu'on peut qualifier de prénazie ». Il a été « férocement antidreyfusard » ; le rôle de Soury pendant l'Affaire Dreyfus a fait l'objet de nombreuses études. Depuis les années 1970 environ, plusieurs historiens et critiques ont redécouvert Jules Soury, [...] en se centrant exclusivement sur son rôle dans l’histoire des sciences et des idées, et sur son rôle dans l'Affaire Dreyfus.
L'antisémitisme de Soury diffère de celui de l'Église catholique et de l'Action française (mouvement de l'extrême-droite catholique). Il s'accompagne d'un attachement à la « race aryenne », et d'une adhésion au néopaganisme : Jules Soury souhaite « ramener le christianisme à des sources païennes en le purgeant de l’apport juif ». Soury ne voit dans le christianisme ni une expérience spirituelle ni un dogme, mais seulement un « geste ancestral » qu'il faudrait perpétuer, un ensemble de rites, de coutumes anciennes.

### Nationalisme
Il forge une pensée nationaliste, mettant l'accent sur la continuité des traditions en s'appuyant sur la science et une supposée « hérédité psychologique ». Il fournit ainsi à la droite nationaliste une caution scientifique,.
Il est persuadé du déclin de la France et de l'Occident qui subiraient selon lui l'action corruptrice des Juifs, des protestants et des franc-maçons.

## Œuvres
- Des études hébraïques et exégétiques au Moyen Âge chez les chrétiens d'Orient, thèse de l'École des chartes. Paris, Imprimerie de S. Raçon, 1867.
- Études de psychologie historique. Portraits de femmes, Paris, Sandoz & Fischbacher, 1875.
- Études historiques sur les religions, les arts, la civilisation de l'Asie antérieure et de la Grèce, Paris, G. Reinwald, 1877.
- Essais de critique religieuse, Paris, E. Leroux, 1878.
- Jésus et les Évangiles, Paris, Charpentier, 1878 ; 3e éd. en 1898 : Jésus et la religion d'Israël.
- Études de psychologie historique. Portraits du XVIIIe siècle, Paris, Charpentier, 1879.
- De Hylozoismo apud Recentiores, Facultati Litterarum Parisiensi thesim proponebat...Lutetise Parisiorum, G. Charpentier, 1881.
- Théories naturalistes du monde et de la vie dans l'Antiquité, thèse présentée à la Faculté des Lettres de Paris, Paris, Charpentier, 1881.
- Bréviaire de l’histoire du matérialisme, Paris, Charpentier, 1881.
- Morbid Psychology. Studies on Jesus and the Gospels. The Religion of Israel, traduction anglaise d'Annie Besant, Londres, Freethought Publishing Company, 1881.
- Philosophie naturelle, Paris, Charpentier, 1882.
- Les fonctions du cerveau, Paris, Félix Alcan, 1892. Article « Cerveau » dans le Dictionnaire de physiologie de Ch. Richet, t. II, pp. 547-670, 788-976. Paris, Félix Alcan, 1896.
- La religion d'Israël, Paris, Bibliothèque Charpentier, Eugène Fasquelle éditeur, 1898.
- Le système nerveux central ; structure et fonctions ; histoire critique des théories et des doctrines, Paris, G. Carré & Naud, 1899 (couronné par l'Académie de Médecine, Prix Saintour, 1908, et par l'Académie des Sciences, Prix Monthyon).
- Campagne nationaliste 1894-1901. Autobiographie, Paris, Imprimerie de L. Maretheux, 1902.

## Traductions
- Histoire littéraire de l'Ancien Testament de Theodor Nöldeke, traduit avec Hartwig Derenbourg en 1873.
- Les Sciences naturelles et la philosophie de l'inconscient d'Eduard Oscar Schmidt, 1879.